# Nannochloropsis gaditana
Nannochloropsis gaditana je fotosyntetizující mikroskopická řasa, zástupce rodu Nannochloropsis. Patří do třídy Eustigmatophyceae, což je skupina organismů vzniklých sekundární endosymbiózou červené řasy eukaryotní hostitelskou buňkou. Je považována za jednu z nejzajímavějších mořských řas, které jsou schopny produkovat biopaliva a mohou být součástí potravinových aditiv a to v důsledku vysoké růstové rychlosti a schopnosti akumulovat velké množství lipidů.

## Charakteristika
N. gaditana je jednobuněčná mikroskopická řasa vyskytující se ve sladkých, brakických a slaných vodách. Jedná se o mikroorganismus studovaný v důsledku jeho potenciálu pro použití při výrobě biopaliv.

### Morfologie
Jedná se o jednobuněčný organismus, kdy buňky jsou sférické a velice malé, průměr buněk se pohybuje v rozmezí 2 až 3 μm. Na povrchu buňky se nalézají výběžky zatím neznámého složení a funkce. Výběžky jsou zakotveny ve vrstvě algaenanu, která chrání silnější celulosovou vrstvu buněčné stěny. Vrstva algaenanu je nejspíše zodpovědná za odolnost buněčné stěny vůči poškození. Buňky obsahují jediný, velký chloroplast, který je obklopen čtyřmi membránami a zabírá většinu objemu buňky.

### Fotosyntetický systém buňky
Rod Nannochloropsis se liší od ostatních příbuzných mikroskopických řas zastoupením chlorofylu. Obsahují chlorofyl a (Chl a), ale kompletně jim chybí chlorofyl b a c nebo jakékoliv jiné typy. Přičemž u N. gaditana byl identifikován zástupce LHC (z angl. light-harvesting complex) rodiny proteinů a byl označen jako violaxanthin-Chl a vazebný protein (VCP) a byl identifikován díky vysokému zastoupení violaxanthinu v buňce. Violaxanthin je karotenoid.

### Metabolismus
N. gaditana je fotoautotrofní organismus schopný vysoké produkce lipidů a růstu do vysoké hustoty. Tohoto růstu je schopen dosáhnout v širokém spektru podmínek jako je měnící se pH, teplota nebo salinita.

### Rozmnožování
Přestože proces rozmnožování je u zástupců rodu Nannochloropsis popisován jako asexuální, kdy dochází k dělení na dvě dceřiné buňky, u N. gaditana byly detekovány specifické geny související s meiózou, které byly aktivně transkribovány. Toto naznačuje, že N. gaditana je schopna sexuálního rozmnožování, což by umožnilo provádět genetické modifikace klasickými metodami šlechtění a dosáhnout tak požadovaných vlastností pro komerční použití.

### Složení buněčné stěny
Vrstva algaenanu je svým složením velice podobná biopolymeru kutan, který se nachází v rostlinách odolných vůči vysušení jako je například Agave a Clivia. Přesné složení algaenanu není jasné, ale zdá se, že se skládá z alkanů a alkenů s dlouhým uhlovodíkovým řetězcem, které jsou spojeny etherovou vazbou.

## Význam

### Potenciální producent biopaliv
Množství produkovaných lipidů řasou N. gaditana předčí množství produkované modelovými druhy řas jako jsou například Chlorella sp. nebo Tetraselmis sp. Navíc může být množství produkovaných lipidů zvýšeno hladověním buněk, kdy jim není dodáván dostatek zdrojů dusíku. Nicméně hladovění zastavuje buněčný růst a to vede ke snížení produktivity. V dnešní době je proto hlavním cílem připravit kmen schopný akumulovat velké množství lipidů a zároveň dosáhnout nárůstů biomasy.

### Potenciální zdroj potravinových aditiv
N. gaditana může být použit jako zdroj potravinových aditiv jako jsou karotenoidy a mastné kyseliny a to díky vývoji nových a účinnějších metod pro jejich izolaci a purifikaci.

### Potenciální krmivo
V současné době je studováno využití N. gaditana jako krmiva pro ryby v chovu. Ryby jsou obvykle krmeny buď živou biomasou nebo biomasou ošetřenou hydrolytickými enzymy, a to z důvodu pevné stavby buněčné stěny této řasy. Výsledky využití N. gaditana jako krmiva vykazují pozitivní efekt na krmné ryby a to hned z několika hledisek, jako je například zlepšený růst, optimální obsah mastných kyselin a zvýšený obsah proteinů. Nicméně enzymatické ošetření biomasy nemělo žádný výraznější pozitivní efekt ve srovnání s živou biomasou.